# XXXテンタシオン銃撃事件
XXXテンタシオン銃撃事件（英: Murder of XXXTentacion）は、2018年6月18日、フロリダ州ブロワード郡ディアフィールド・ビーチにあるオートバイ販売店でアメリカ合衆国のラッパー、XXXテンタシオンことジャセー・ドウェイン・リカルド・オンフロイ（英: Jahseh Dwayne Ricardo Onfroy）が銃撃され、死亡した事件である。

## 事件発生

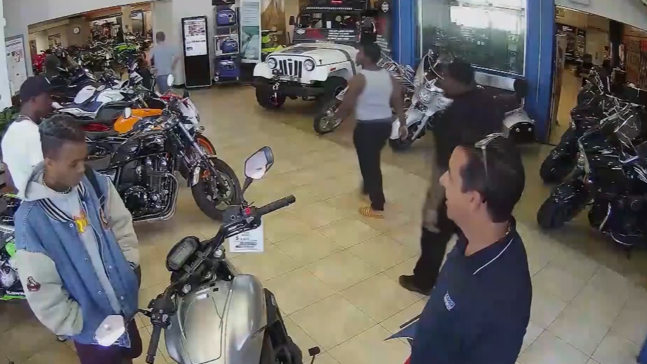
事件の数分前、オートバイ販売店でオンフロイ（左、手前）を監視するデドリック・ウィリアムズとロバート・アレン

2018年6月18日、オンフロイはフロリダ州ディアフィールド・ビーチにあるオートバイ販売店に向かう前に、バンク・オブ・アメリカで現金を引き出しに行った。現金を引き出した後、デドリック・ウィリアムズ、ロバート・アレン、マイケル・ボートライト、トレイボン・ニューサムを乗せたダークカラーのダッジ・ジャーニーSUVが後を追った。
殺人は計画的だった。捜査官は、ウィリアムズが2018年1月にオンフロイと同時に保護観察所にいたこと、そして殺人当日にオンフロイの車を認識していたことを突き止め、ロバート・アレンが警察の事情聴取でこれを認めた。犯人らがレンタカーのダッジ・ジャーニーを運転していたとき、ウィリアムズは店の駐車場でオンフロイの車を見つけ、他の犯人らにオートバイ販売店に行って本当にオンフロイの車であることを確認するよう伝えた。
午後3時30分、オンフロイはオートバイ販売店に到着し、義理の叔父であるレナード・カーと一緒に入店した。防犯カメラの映像には、ロバート・アレンとデドリック・ウィリアムズがその後オンフロイを店内まで尾行し、バイクを見て回っていたオンフロイのすぐ横を通り過ぎる様子が映っている。彼らが店に入ってきて、黒いマスクを2枚購入する様子が記録されている。

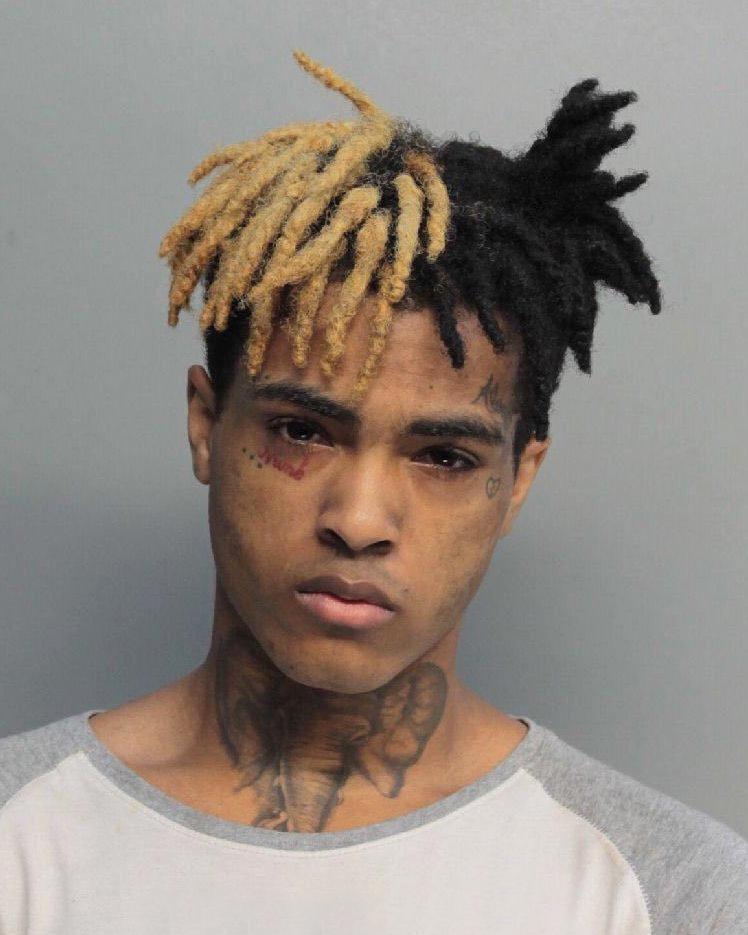
銃撃を受け死亡したXXXテンタシオン（2016年)

約30分後、オンフロイは店を出て、黒のBMW・i8 に乗り込み、店から走り去り始めた。SUVはオンフロイの車の前を走り、店からの唯一の出口を塞いだ。その間にニューサムとボートライトは車から降り、銃を手にオンフロイに金銭を要求した。短い争いが続き、ボートライトとニューサムはオンフロイを数回殴り、ニューサムはオンフロイのチェーンを要求し始めた。争いの最中、オンフロイの義理の叔父はドアを開けたまま車から逃走した。争いは続き、オンフロイは混乱し、「これは何のためだ？」と叫んだ。オンフロイの首からチェーンを回収できなかったニューサムは、ドアが開いたままになっていた助手席側からオンフロイの車に乗り込もうとした。ニューサムは車の助手席側に入り、オンフロイのルイ・ヴィトンのバッグを盗み、ダッジ・ジャーニーに走って戻った。強盗が終わっていたにもかかわらず、ボートライトはオンフロイの車から1、2フィート離れたところまで戻り、ライフルを構え、オンフロイの目を見つめ、数発発砲して殺害した。
銃撃は、当時オンフロイが住んでいたパークランド市の東で発生した。 ブロワード郡消防局は彼を近くのブロワード・ヘルス・ノースに急送した。救急隊員は一時的に脈を回復させたが、その後は回復しなかった。オンフロイは当初、銃撃後に危篤状態にあると報告されたが、ブロワード郡保安官事務所はその日の午後4時51分に死亡を確認した。

## 逮捕
オンフロイの死が発表されて間もなく、ブロワード郡保安官事務所は容疑者の逮捕につながる情報に3000ドルの懸賞金をかけると発表した。当初、オンフロイの多くのファン、多数のネットユーザー、地元住民は、目撃証言を裏付ける具体的な詳細を含む疑わしいインスタグラムの投稿を2人が行っていたことから、フロリダの地元ラッパーのソルジャー・キッドとソルジャー・ジョジョが事件の犯人であると疑っていたが、後にデドリック・ウィリアムズとマイケル・ボートライトが逮捕されたことで、この容疑は取り下げられた。
事件の2日後の2018年6月20日、ブロワード郡保安官事務所は、オンフロイ殺害に関連して22歳のデドリック・デボンシェイ・ウィリアムズを逮捕した。ウィリアムズは、交通違反で停車させられるまで、銀色の2004年ホンダを運転していた。ウィリアムズはその後のカーチェイスで拘留された。ウィリアムズは、6月18日にオレンジ色のサンダルと白いタンクトップなどを着ていたことで身元が判明した。警察は、防犯カメラの映像と、ウィリアムズのインスタグラムの最近の写真（「同じか似たような明るいオレンジ色のサンダル」）を照合した。また、従業員が、彼がオートバイ販売店にネオプレンマスクを買うために入ったのを見たと言って、身元が判明した。ウィリアムズの逮捕後、さらに2件の逮捕状が発行された。
6月27日、22歳のロバート・アレンが事件の容疑者として指名され、7月26日に逮捕された。 
7月5日、22歳のマイケル・ボートライトが麻薬関連の容疑でブロワード郡保安官事務所に逮捕されたが、7月10日、拘置所にいるボートライトは刑事の面会を受け、計画的第一級殺人の逮捕状を提示された。ボートライトは殺人事件後、携帯電話のウェブブラウザで「殺人幇助」と「XXXTentacion」を検索していた。前者の検索語は、ボートライトがアレンに対し、アレンは引き金を引いた人物ではないので殺人幇助でしか起訴できないと誤って安心させていたためであることが後にアレンによって明らかにされた。ボートライトはオンフロイを射殺した犯人であると断定された。3人は後に大陪審によってオンフロイ殺人の罪で4人目の容疑者とともに起訴された。
8月7日、20歳のトレイボン・ニューサムが逮捕された。

## 裁判
オンフロイの父、ドウェイン・オンフロイは、銃撃犯には死刑、共犯者には仮釈放なしの終身刑を希望していると述べていた。犯人はフロリダ州で起訴されていたため、第一級殺人罪で有罪となった場合、死刑に処せられる可能性があった。しかし、検察は死刑よりも仮釈放なしの終身刑を求めることを決定した。
2022年8月12日、ロバート・アレンは他の3人の被告に対する証言と引き換えに、第二級殺人罪の軽い有罪判決を認めた。
2022年10月、ボートライトの弁護士は、彼が裁判に耐える能力がないと主張し始め、ボートライトの法的能力を判断するために心理学の専門家を任命するよう要請した。ボートライトは裁判に耐える精神的能力があると宣言された。2023年1月17日、マイケル・ユーサン裁判官は、オンフロイの過去の犯罪歴と個人的性格は犯罪とは無関係であり、裁判で対象とすることは認められないとの判決を下した。 裁判は2023年2月7日に開始された。ロバート・アレンは以前、ボートライト、ニューサム、ウィリアムズに対する証言で第二級殺人の司法取引を受けていた。 ボートライトの弁護士は冒頭陳述で、ボートライトが「殺人幇助者」を捜索したという事実は彼が無実であることを証明していると主張したが、これは後にアレンによって反証され、ボートライトがそれを捜索したのは、アレンが実際の殺人ではなく幇助でしか起訴できないと誤ってアレンに伝えたためであると述べた。 DNAの分析者は、殺人に使用されたマスクに付着していたボートライトのDNAは929ノニオン分の1よりも希少であると証言した。
2023年3月20日、陪審評決8日目に、ボートライトと他の2人の共犯者はすべての罪状で有罪となった。ボートライトは有罪判決を受けた後、オンフロイの家族にキスを投げかけたことで話題となり、アメリカ国民の多くはボートライトの行為に嫌悪感を表した。 2023年4月6日、共犯者2人は仮釈放の可能性のない終身刑を宣告され、ボートライトは2回連続で終身刑とさらに30年の刑を言い渡された。裁判長のマイケル・ユーサンは判決の際にボートライトに対する非難を表明し、次のように述べた。
あなたは強盗を殺人に変えた。そしてあの日、あなたがあそこに立って銃を発砲したとき、あなたは1人の人生を終わらせただけではなかった。事実上、5人の人生を終わらせたんだ。残りの人生は刑務所で過ごすことになる。ここからは、壁にステンレスの板が取り付けられた独房に入ることになる。それが君のベッドだ。その隣にはステンレスの流し台とステンレスのトイレがある。それが独房にある家具だ。あなたはその独房の中で、毎時間、毎日、毎週、毎年を過ごすことになる。そしてある日、朝になって独房を開けると、あなたは亡くなっている。そしてその日、あなたは刑期を全うする。
2023年3月20日、3人の被告全員がすべての罪状で有罪判決を受けた。2023年4月6日、3人全員に仮釈放なしの終身刑が言い渡された。

## 反応

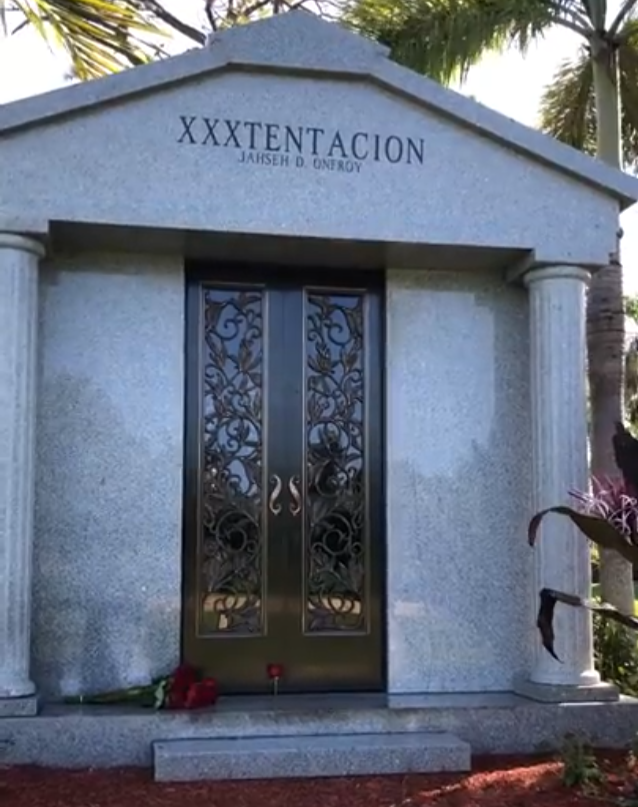
ボカラトンの庭園にあるオンフロイの霊廟

オンフロイ殺害の発表後、ファンと地元住民によって即席の記念碑がすぐに作られ、アーティストの歌詞と追悼の言葉をチョークで100ヤード（約91メートル）にわたって書いた。オンフロイが殺害された場所であるオートバイ販売店のオーナーは、殺害の翌日の2018年6月19日に追悼集会を開いた。集会には数百人が集まり、ブロワード郡保安官は通りを封鎖せざるを得なかった。その後まもなく、オンフロイのファンの間で行進が始まった。当時建設中だったフロリダ州パークランドのオンフロイの家もファンによって追悼された。
インターネットパーソナリティのAdam22は、オンフロイの死の翌日、ロサンゼルスのメルローズ・アベニューにある彼のBMX小売店「OnSomeShit」の前で354人の観衆を前に追悼式を行った

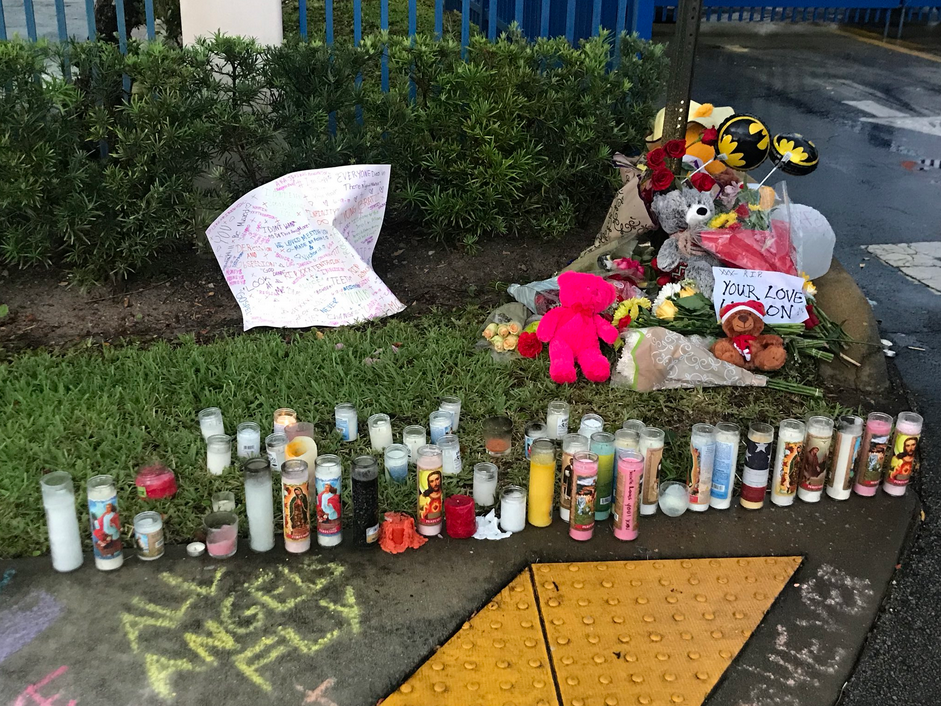
オンフロイを追悼するキャンドルと花束

。観衆は最終的に1,000人以上に膨れ上がり、暴動鎮圧用の装備を身に着けた警官が現れ、警官は群衆を解散させるために向かっていた。報道によると、群衆を解散させるためにゴム弾が撃たれ、催涙ガスが使用された。
オンフロイの開棺式は6月27日にフロリダ州サンライズのBB&Tセンターで行われ、ファンが哀悼の意を表した。彼の私的な葬儀は翌日行われ、ラッパーのリル・ウージー・ヴァート、リル・ヨッティ、リル・パンプ、デンゼル・カリー、歌手のエリカ・バドゥらが参列した。彼はフロリダ州ボカラトンのボカラトン記念公園の庭園にある灰色の霊廟に埋葬された。
XXXテンタシオンの死から1日後の2018年6月19日には、楽曲「Sad!」のSpotifyでの再生回数が24時間に約1,040万回を記録し、エド・シーラン「シェイプ・オブ・ユー」が2017年8月25日に記録した約1,010万回を更新した。 「Sad!」はBillboard Hot 100でも殺害の翌週に52位から再上昇して1位になり、彼にとって初のNo.1ヒットとなった。